# دکتر استرنج (فیلم ۲۰۱۶)
دکتر استرنج (انگلیسی: Doctor Strange) یک فیلم ابرقهرمانی آمریکایی بر پایهٔ شخصیتی به همین نام از مارول کامیکس است که در سال ۲۰۱۶ منتشر شد. این چهاردهمین فیلم در دنیای سینمایی مارول است و تولید آن بر عهدهٔ مارول استودیوز و توزیع بر عهدهٔ استودیو سینمایی والت دیزنی بوده‌است. این فیلم به کارگردانی اسکات دریکسون از فیلم‌نامه‌ای است که دریکسون با جان اسپیتز و رابرت کرگیل نوشته‌اسپ. بندیکت کامبربچ در نقش جراح مغز و اعصاب استیون استرنج، در کنار چیویتل اجیوفور، ریچل مک‌آدامز، بندیکت وانگ، مایکل استولبارگ، بنجامین برت، اسکات ادکینز، مس میکلسن و تیلدا سوینتن ایفای نقش می‌کند. در این فیلم، استرنج پس از تصادف با اتومبیل که منجر به پایان حرفهٔ پزشکی‌اش شد، به جایی به نام کامارتاج می‌رود و هنرهای عرفانی می‌آموزد.
از اواسط دههٔ ۱۹۸۰ تجسم‌های گوناگونی از اقتباس فیلمی دکتر استرنج در حال توسعه بود تا اینکه پارامونت پیکچرز در آوریل ۲۰۰۵ حق انتشار فیلم را از مارول استودیوز به‌دست‌آورد. توماس دین دانلی و جاشوا اوپنهایمر در ژوئن ۲۰۱۰ برای نوشتن فیلم‌نامه‌ای به هیئت اجرایی فیلم پیوستند. اسکات دریکسون در ژوئن ۲۰۱۴ به عنوان کارگردان فیلم استخدام شد و جان اسپیتز فیلم‌نامه را دوباره نوشت. کامبربچ در دسامبر ۲۰۱۴ برای ایفای این نقش انتخاب شد و مجبور به برنامه‌ای برای تغییر تعهدات خود برای دیگر پروژه‌هایش بود. این امر به دریکسون زمان کافی داد تا خودش نیز روی فیلم‌نامه کار کند و برای همین او رابرت کرگیل را برای کمک به توسعهٔ فیلم‌نامه آورد. فیلم‌برداری اصلی در نوامبر ۲۰۱۵ در نپال آغاز شد و سپس به انگلستان و هنگ کنگ منتقل شد و در آوریل ۲۰۱۶ در شهر نیویورک به پایان رسید.
نخستین نمایش جهانی دکتر استرنج در ۱۳ اکتبر ۲۰۱۶ در هنگ کنگ بود و سپس در ۴ نوامبر به عنوان بخشی از فاز سوم دنیای سینمایی مارول در ایالات متحده منتشر شد. این فیلم بیش از ۶۷۷ میلیون دلار در سراسر جهان فروش داشته‌است و برای عوامل تصویری، موسیقی متن و بازیگران مورد تحسین منتقدان قرار گرفت. دکتر استرنج نامزد دریافت جایزهٔ اسکار برای بهترین جلوه‌های تصویری شد. دنبالهٔ این فیلم با عنوان دکتر استرنج در چندجهانی دیوانگی در مارس ۲۰۲۲ منتشر شده‌است.

## داستان
در کاتماندو، جادوگر کائسیلیوس و هواخواهانش وارد محوطهٔ مخفی کامار تاج می‌شوند و کتابدار آن را سر می‌برند. آن‌ها چند صفحه از متن باستانی و عرفانی متعلق به انشنت وان را می‌دزدند، جادوگری با عمر طولانی که به هر دانش آموز کامار تاج، از جمله کائسیلیوس، هنرهای عرفانی آموزش داده‌است. انشنت وان خائنان را تعقیب می‌کند، اما کائسیلیوس و پیروانش فرار می‌کنند.
در شهر نیویورک، دکتر استیون استرنج یک جراح مغز و اعصاب بود که با کمک مهارت‌های پزشکی‌اش، ثروتمند شده بود. اما به مرور زمان غرور و طمع وجود استیون را فرا می‌گیرد تا اینکه در یک تصادف رانندگی، رشته‌های عصب در دستانش از بین می‌روند و در نتیجه دچار تنگدستی شده و دیگر قادر به عمل جراحی نمی‌باشد. او پس از اینکه خبردار شد فردی به نام جاناتان پانگ‌بورن، که دچار پاراپلژی بود، به‌طور معجزه آسا دوباره قادر به راه رفتن شده بود، به جستجوی او پرداخت و توانست مکانی عجیب به نام کامار-تاج، که سبب بهبودی او شده بود را پیدا کند.
استیون سپس به امید یافتن راهی برای معالجه دستانش ره سپار قاره آسیا می‌شود. استرنج در کامار-تاج با جادوگری به نام موردو مواجه می‌شود که او را نزد جادوگر اعظم، انشنت وان می‌برد. انشنت وان به او قدرت‌های خود شامل کیهان‌شناسی باطنی و ابعاد دیگری در جهان هستی همانند بُعد آینه را نشان می‌دهد. اما پس از تحمل رنج و مشقت فراوان، در می‌یابد که انشنت وان تنها می‌تواند او را ترغیب سازد تا با مطالعه اسرار باستانی، خودش راه علاجی برای دستانش بیابد. استیون، ابتدا مقاومت می‌کند اما در نهایت با یاری گرفتن از رهنمودهای جادوگر اعظم، انواع و اقسام وردها و شگردهای جادوگری را می‌آموزد.
استرنج کتاب‌های باستانی را که در کتابخانه ای که اکنون توسط استاد وونگ محافظت می‌شود مطالعه می‌کند. استرنج می‌آموزد که زمین در برابر تهدیدات ابعاد دیگر توسط یک سپر ایجاد شده از سه ساختمان به نام سنکتمز (Sanctums) در شهر نیویورک، لندن و هنگ کنگ محافظت می‌شود که همگی مستقیماً از کامارتاج قابل دسترسی هستند. وظیفهٔ جادوگران محافظت از پناهگاه هاست، اگرچه پنگبورن در عوض تصمیم گرفت انرژی عرفانی را فقط صرف راه رفتن دوباره کند. استرنج به سرعت پیش می‌رود و مخفیانه متنی را می‌خواند که کائسیلیوس صفحاتی را از آن دزدیده‌است و یادگرفته تا زمان را با چشم عرفانی آگاموتو خم کند. موردو و وونگ به استرنج در مورد شکستن قوانین طبیعت هشدار می‌دهند و مقایسه ای با تمایل کائسیلیوس برای زندگی ابدی انجام می‌دهند.
کائسیلیوس از صفحات دزدیده شده برای تماس با دورمامو در بعد تاریکی استفاده می‌کند، بعدی که زمان در آن وجود ندارد. کائسیلیوس برای تضعیف حفاظت از زمین، سنکتوم لندن را ویران می‌کند. سپس هواخواهانش به سنکتوم نیویورک حمله می‌کنند و نگهبان آن را می‌کشند، اما استرنج با کمک شنلش مانع آن‌ها می‌شود، اما در طی یک درگیری به شدت مجروح می‌شود. او خود را به بیمارستان منتقل می‌کند و پالمر او را نجات می‌دهد. پس از بازگشت به سنکتوم، استرنج به موردو فاش می‌کند که انشنت وان از بعد تاریکی قدرت گرفته‌است تا عمر طولانی خود را حفظ کند، و موردو از انشنت وان ناامید می‌شود. کائسیلیوس پس از نبردی در ابعاد آینه ای نیویورک، به‌طور مرگباری انشنت وان را زخمی می‌کند و به هنگ کنگ می‌گریزد. او قبل از مرگ به استرنج می‌گوید که او نیز باید قوانین را تغییر دهد تا طبیعت استوار موردو را تکمیل کرده و بتواند کائسیلیوس را شکست دهد. استرنج و موردو به هنگ‌کنگ می‌رسند و متوجه می‌شوند وانگ مرده، پناهگاه ویران‌شده و بعد تاریکی زمین را فراگرفته است بیابند. استرنج از چشم برای معکوس کردن زمان و نجات وانگ استفاده می‌کند، سپس وارد بعد تاریک می‌شود و یک حلقه تکرارشوندهٔ زمانی بین خود و دورمامو ایجاد می‌کند. دورمامو پس از کشتن مکرر استرنج که بی فایده است، سرانجام درمقابل درخواست استرنج تسلیم می‌وشد و برای همیشه زمین را تنها گذاشته و در ازای شکستن حلقه، کائسیلیوس و هواخواهانش را با خود ببرد.
موردو که از استرنج و انشنت وان که از قوانین طبیعت سرپیچی می‌کنند، سرخورده شده‌است، جادوگری خود را کنار می‌گذارد و از آن‌ها روی گردان می‌شود. استرنج چشم را به کامار تاج برمی‌گرداند و در سنکتوم نیویورک اقامت می‌کند تا مطالعات خود را با وانگ ادامه دهد. استرنج در صحنه‌ای در تیتراژمیانی تصمیم می‌گیرد به ثور که برادرش لوکی را برای جستجوی پدرشان، اودین، به زمین آورده‌است کمک کند. در یک صحنه پس از تیتراژ، موردو با پنگبورن روبرو شده و انرژی عرفانی را که برای راه رفتنش استفاده می‌کند از او می‌گیرد و به او می‌گوید که زمین «جادوگران زیادی» دارد.

## بازیگران
- بندیکت کامبربچ در نقش دکتر استیون استرنج، یک جراح مغز و اعصاب که پس از سانحه رانندگی راهی سفری برای بهبود خود شد
- چیویتل اجیوفور در نقش کارل موردو، استاد هنرهای عرفانی و یکی از پیروان انشنت وان
- ریچل مک‌آدامز در نقش کریستین پالمر
- تیلدا سوینتن در نقش انشنت وان، عارف سلتی که تبدیل به مربی استرنج می‌شود
- بندیکت وانگ در نقش وانگ
- مدس میکلسن در نقش کایسیلوس
- مایکل استولبارگ در نقش نیکودموس وست، جراح مغز و اعصاب و رقیب استرنج
- بنجامین برت در نقش جاناتان پانگ‌بورن
- اسکات ادکینز در نقش یکی از پیروان کایسیلوس
- پت کی‌یرنان در نقش خودش

کریس همسورث نیز در انتهای فیلم حضوری کوتاه در نقش ثور دارد.